# Monilia pistaciae
Monilia pistaciae là một loài Ascomycetes trong họ Sclerotiniaceae. Loài này được Zapr miêu tả khoa học đầu tiên năm 1926.
Đây là loài gây hại phát triển phổ biến ở Uzbekistan.